# UTC+12
| Süd-Sommer-/Nord-NormalzeitSeegebiet | Nord-Sommer-/Süd-NormalzeitStandardzeit ganzjährig |

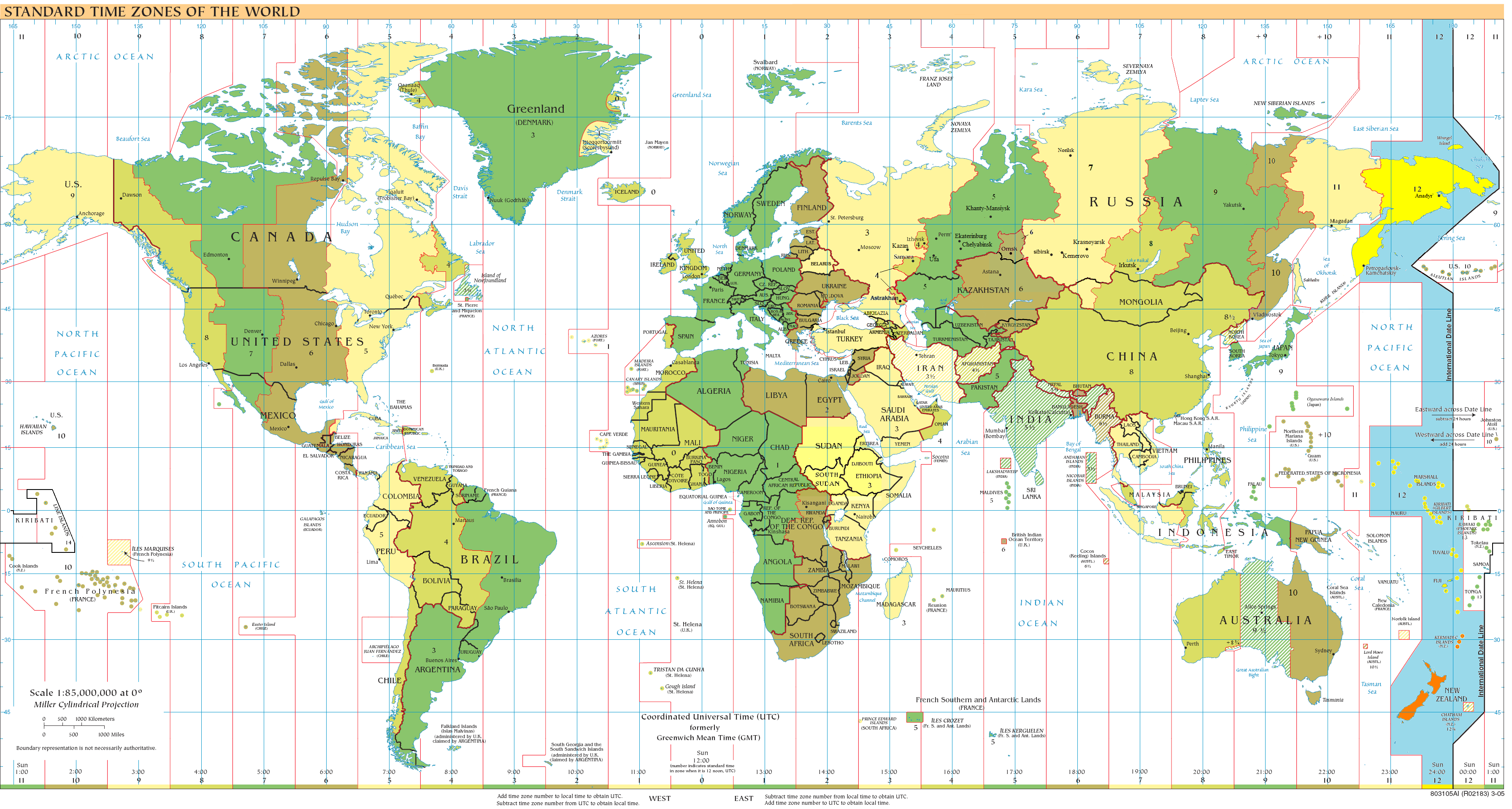
UTC+12:

UTC+12 ist eine Zonenzeit, welche den Längenhalbkreis 180° Ost als Bezugsmeridian hat. Auf Uhren mit dieser Zonenzeit ist es zwölf Stunden später als die koordinierte Weltzeit und elf Stunden später als die MEZ. Die direkt östlich angrenzende Zonenzeit mit UTC−12 verwendet denselben Bezugsmeridian auf der anderen Seite der Datumsgrenze. Die beiden Zonenzeiten weisen einen Zeitunterschied von 24 Stunden auf. Deshalb gilt die gleiche Uhrzeit, aber ein um einen Tag unterschiedliches Datum. Es ist auf dortigen Uhren daher 13 Stunden früher als die MEZ und zwölf Stunden früher als die Koordinierte Weltzeit.

## Geltungsbereich

### Ganzjährig
- Fidschi
- Frankreich
  -  Wallis und Futuna
- Kiribati
  - Banaba
  - Gilbertinseln
- Marshallinseln
- Nauru
- Russland
  -  Autonomer Kreis der Tschuktschen
  -  Region Kamtschatka
- Tuvalu
- Vereinigte Staaten
  -  Wake

### Normalzeit (Südliche Hemisphäre)
- Neuseeland (ausgenommen Chatham-Inseln)

### Sommerzeit (Südliche Hemisphäre)
- Australien
  -  Norfolkinsel